# عرض نطاق (حاسوب)

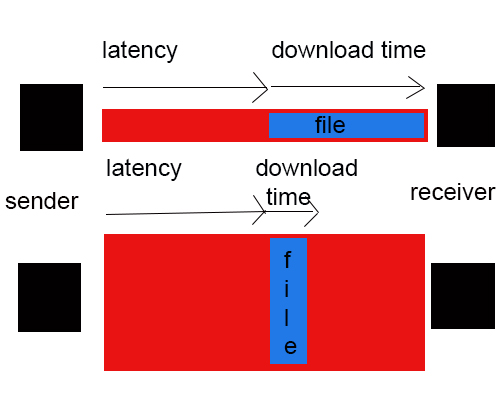

عرض النطاق (بالإنجليزية: Bandwidth) هي السعة التي يسمح بها لنظام ما لكي ينقل البيانات عبر اتصال ما وتقاس هذه الكمية بوحدة القياس (البايت) كل فترة زمنية (كل شهر مثلا يسمح لك بالعدد كذا من البايتات).
المصطلح بالإنجليزية Bandwidth يستخدم بكثرة في علم الحاسوب لقياس معدل نقل البيانات في الشبكات وأجهزة المودم.كذلك بين أجهزة الحاسوب الداخلية مثل معدل نقل البيانات بين المعالج والذاكرة الرئيسية وبين المعالج والقرص الصلب.
ويعرف أيضاً بأنه: الطريق الذي تسري به البيانات في أي أتجاه أو وجهة كانت (أرسال، استقبال)، وهو محدود وكلما كان كبيراً كان أفضل، ويلعب دور أساسي في زيادته أو نقصانه المكونات الفيزيائية للسلك الناقل للبيانات. ويمكن أعطاء مثال على ماسبق من حياتنا اليومية؛ كالطريق السريع!، كلما أتسع أكثر زاد عدد السيارات المارة به، وتعتبر أسلاك الألياف الضوئية من أنسب وأفضل أسلاك نقل للبيانات، بسبب عرض النطاق الكبير جداً الذي يمنحه.

## كيفية حساب عرض النطاق
في أجهزة الإتصلات والشبكات يحسب عرض النطاق بالبت لكل ثانية بت/ثانية.
ولكن في العتاد الخاص بالحاسوب مثل الذاكرة وكروت الشاشة تحسب بالبايت لكل ثانية.
للحصول على قيمة نقل البيانات بت/ثانية نضرب قيمة التردد(بالميجاهيرتز) في عرض النطاق أو عرض الموجة لنحصل على القيمة بالميجابايت.
الميجاهيرتز يساوي مليون نبضة في الثانية
مثال
لحساب معدل نقل البيانات بين المعالج المركزي والذاكرة الرئيسية.
نفرض أن عرض نطاق المسارات التي تنقل البيانات إلى المعالج من الذاكرة هو 64 بت وان تردد الناقل الذي يربط بين المعالج والذاكرة هو 800 ميجاهرتز.
إداً معدل نقل البينات == 64 بت × 800 ميجاهيرتز= 51200 ميجابت == 6400 ميجابايت (تم التقسيم على 8 للتحويل من بت إلى بايت)
المسارات التي تنقل البيانات تسمي بالBuses وهي مسئوله عن نقل البيانات من والي اجهزه الحاسوب الداخلية مثل الذاكرة والمعالج واجهزه الإخراج والإدخال. وتقاس سعتها بالبت وكلما كان سعه Buses كبير كلما كان أداء النظام اسرع وأفضل ومنها أنواع مختلفه.